# Condado de la Oliva de Gaytán
El condado de la Oliva de Gaytán es un título nobiliario español creado por el rey Carlos II en 18 de mayo de 1699 a favor de Diego José de Galarza y Suárez de Toledo, regidor perpetuo de Cáceres, Badajoz y Talavera de la Reina.
Por el matrimonio de la cuarta titular, el condado se incorporó a la casa de Cerralbo.

## Lista de los condes de la Oliva de Gaytán
|                        | Titular                                              | Periodo                |
| Creación por Carlos II | Creación por Carlos II                               | Creación por Carlos II |
| ---------------------- | ---------------------------------------------------- | ---------------------- |
| I                      | Diego José de Galarza y Suárez de Toledo             | 1699-1741              |
| II                     | Fernando José de Galarza Gaytán y Ovando             | 1741-1759              |
| III                    | Francisco Fernando de Galarza y Suárez de Toledo     | 1759-¿?                |
| IV                     | María Cayetana de Galarza y Brizuela                 | ¿?-1806                |
| V                      | Fernando de Aguilera y Contreras                     | 1806-1838              |
| VI                     | José de Aguilera y Contreras                         | 1838-1872              |
| VII                    | María Francisca de Aguilera y Gamboa                 | 1876-1921              |
| VIII                   | Virgilio Martín de Aguilera                          | 1921-1950              |
| IX                     | Juan Francisco de Asís Martín de Aguilera y Arenales | 1951-2013              |
| X                      | Adriana Margarita Martín de Aguilera y Moreno        | 2013-actual            |

## Historia de los condes de la Oliva de Gaytán
- Diego José de Galarza y Suárez de Toledo Cáceres, 16 de marzo de 1682-1741), I conde de Oliva de Gaytán, hijo de Diego José de Galarza, caballero de la Orden de Alcántara, y de Gracia Suárez de Toledo Gaytán, naturales de Cáceres.[3]

Casó con Teresa Manuela de Ovando y Galarza Le sucedió su hijo:
- Fernando José de Galarza Gaytán y Ovando (baut. Talavera de la Reina, 7 de junio de 1711-Madrid, 7 de enero de 1759), II conde de la Oliva de Gaytán.[4]

Casó con María Manuela de Brizuela y Arce (baut. Madrid, 13 de agosto de 1713-Madrid, 16 de octubre de 1755), condesa de Fuenrubia Era hija de Íñigo de Brizuela y Osorio,  conde de Fuenrubia, y de Josefa Antonia de Arce y Luján. Le sucedió su tío, hermano del primer conde:
- Francisco Fernando de Galarza y Suárez de Toledo, III conde de la Oliva de Gaytán.[7]

Casó con María Manuela de Brizuela y Osorio Velasco y Guadalfajara, condesa de Fuenrubia  y camarera de la reina María Josefa Amalia de Sajonia. Le sucedió su hija:
- María Cayetana de Galarza y Brizuela (Madrid, 18 de diciembre de 1741-Madrid, 18 de abril de 1806),  IV condesa de la Oliva de Gaytán,[7] VI condesa de Peñalva,[7] VII condesa de Foncalada,[7] condesa de Fuenrubia, dama de la Orden de las Damas Nobles de la Reina María Luisa y académica de la Real Academia Latina Matritense.[8] Era hija de Francisco Fernando de Galarza y Suárez de Toledo, III conde la Oliva de Gaytán y de María Manuela de Brizuela y Osorio Velasco y Guadalfajara, condesa de Fuenrubia  y camarera de la reina María Josefa Amalia de Sajonia.[7]

Casó, el 2 de febrero de 1760, en Madrid con Manuel Vicente de Aguilera y Moctezuma (Salamanca, 2 de junio de 1741-Navalcarnero, 1 de diciembre de 1798), XII marqués de Cerralbo, grande de España, VII marqués de Almarza, XII marqués de Flores Dávila, VI Alba de Yeltes, IV conde de Casasola del Campo, IX conde de Villalobos y gran cruz de la Orden de Carlos III. Le sucedió su nieto, hijo de Manuel Isidoro de Aguilera y Galarza, XIII marqués de Cerralbo, grande de España, VIII marqués de Almarza, XIII marqués de Flores Dávila, VII conde de Alba de Yeltes, V conde de Casasola del Campo, VIII conde de Foncalada, conde de Fuenrubia, VII conde de Peñalva, X conde de Villalobos y sumiller de corps del futuro rey Fernando VII, y de María Josefa Joaquina de Contreras y Vargas Machuca
- Fernando de Aguilera y Contreras (Madrid, 20 de agosto de 1784-Madrid, 2 de mayo de 1838), V conde de la Oliva de Gaytán,[10] XV marqués de Cerralbo,[11] VIII conde de Alcudia,[12] dos veces grande de España, X marqués de Almarza,[10] XIV marqués de Flores Dávila,[10] VIII conde de Alba de Yeltes,[10] VII conde de Casasola del Campo,[10] X conde de Foncalada,[10] conde de Fuenrubia, XIII conde de Villalobos,[10] embajador extraordinario en Sajonia (1819), presidente del Consejo de las Órdenes, caballero de la Orden del Toisón de Oro, de la Orden de Alcántara, Gran Cruz de Carlos III y prócer del Reino.

Casó en Madrid, el 26 de diciembre de 1807, con María de las Angustias Fernández de Córdoba y Pacheco, hija de Manuel Antonio Fernández de Córdoba y Pimentel, VIII marqués de Mancera, grande de España de primera clase, marqués de Malpica, marqués de Montalbo y X Povar, y de María Teresa del Carmen Pacheco y Fernández de Velasco, V duquesa de Arión, grande de España. Sin descendencia. Le sucedió su hermano:
- José de Aguilera y Contreras (Madrid, 23 de septiembre de 1787-Madrid, 25 de diciembre de 1872), VI conde de la Oliva del Gaytán,[10] XVI marqués de Cerralbo,[11] IX conde de Alcudia,[12] dos veces grande de España, XI marqués de Almarza,[10] VIII marqués de Campo Fuerte,[10] XV marqués de Flores Dávila,[10] IX conde de Alba de Yeltes,[10] VIII conde de Casasola del Campo,[10] XI conde de Foncalada,[10] conde de Fuenrubia, alférez mayor de  Burgos, Ciudad Rodrigo y Aranda de Duero, caballero veinticuatro de Salamanca y Granada y gentilhombre grande de España con ejercicio y servidumbre de la reina Isabel II de España.

Contrajo matrimonio en Córdoba, el 11 de abril de 1815, con Francisca Valentina Becerril e Hinojosa. Sucedió su nieta, a quien sus hermanos Enrique y Gonzalo de Aguilera y Gamboa —hijos de Francisco de Aguilera y Becerril, XV conde de Villalobos, y de María Luisa de Gambo y López de León—, en 13 de septiembre de 1876 cedieron sus derechos:
- María Francisca de Aguilera y Gamboa (Madrid, 27 de julio de 1855-17 de marzo de 1921) VII condesa de la Oliva de Gaytán.[15]

Casó con Evaristo Martín Contreras.  Le sucedió su hijo:
- Virgilio Martín de Aguilera y Contreras (m. 25 de abril de 1950), VIII conde de la Oliva de Gaytán.[15]

Casó en primeras nupcias, en junio de 1909, con Jacinta Bascaran y Ruiz de Grijalba. Contrajo un segundo matrimonio con María de Arenales Sáenz. Le sucedió su hijo del segundo matrimonio:
- Juan Francisco de Asís Martín de Aguilera y Arenales (25 de marzo de 1943-2013), IX conde de la Oliva de Gaytán en 1951.[15]

Casó con María Jesús Moreno y Bernad. Le sucedió su hija:
- Adriana Margarita Martín de Aguilera y Moreno (n. Madrid, 30 de marzo de 1985), X condesa de la Oliva de Gaytán.[17]